# Майк Гелпрін
Майк Гелпрін (нар. 8 травня 1961 року, Ленінград) — американський письменник-фантаст російського походження.

## Життєпис
Народився 8 травня 1961 року в Ленінграді. 1984 року закінчив Ленінградський політехнічний інститут. Два роки відпрацював у НДІ «Енергомережапроєкт».
1994 року змінив місце проживання на Нью-Йорк.
Писати почав 2006 року, перші кілька текстів написано для покерного журналу. 2007 року випадково виявив в інтернеті літературний конкурс, у якому вирішив взяти участь. Відтоді пише безперервно, переважно коротку форму.
За 11 років написав і опублікував три романи і більше двохсот оповідань і повістей.
Постійний автор журналу «Російський піонер», пише по оповіданню в кожен номер. Також публікувався в журналах «Світ фантастики», «Полудень. XXI століття», «Реальність фантастики», «Наука й життя», «Техніка — молоді», «Хімія і життя», «Космопорт», «Російський космос» (оповідання «Коли злітає риба»), «Популярна механіка», «Чайка» та багатьох інших. Також публікувався у збірках та антологіях видавництв «ЕКСМО», «АСТ», «Сніговий Ком М», «Рипол-класик».
2013 року в «ЕКСМО» вийшов роман «Кочівники мимоволі». 2014 року в «Астрель, Спб» — роман «Хармонт. Наші дні», пряме продовження «Пікніка на узбіччі» братів Стругацьких. Того ж 2014 року в «Астрель» вийшла авторська збірка оповідань «Миротворець 45-го калібру». 2016 року в «ЕКСМО» — роман «Уцілілі» (у співавторстві).
2016 року спільно з Людмилою Дьоміною («ЕКСМО») висунув концепт серії «Дзеркало» — лінійки міжгендерних авторських збірок, у кожній з яких беруть участь два автори різної статі. Концепт прийняло видавництво «Рипол класик». 2018 року висунув концепт серії «Аква», видавництво «Рипол класик».
2017 року в «Рипол класик» вийшла авторська збірка Гелпріна в тандемі з Ольгою Рейн — «Дзеркало для героїв», вона ж перший том серії «Дзеркало». Авторська збірка «Відбиття й міражі» (Отражения и миражи) в тандемі з Іною Голдін — шостий том серії — вийшла в березні 2018 року.
Перші два томи серії «Аква» вийшли у видавництві «Рипол класик» у квітні 2019 року.
Переможець і призер десятків літературних конкурсів: «Колекція фантазій», «Міні-проза», «Розірвана грілка», «Азимут», «ХиЖ», «ФЛ», «Чортова дюжина»…
Вважає себе учнем Бориса Натановича Стругацького.
Низка інтернет-ресурсів використовують оповідання Гелпріна «Свіча горіла» і «Канатоходець» для підготовки школярів до ЄДЕ.
З березня 2018 року пробує себе в малих формах мережевої поезії «порошки».
Рецензії літературознавця Василя Владимирського на роман «Хармонт. Наші дні» та авторську збірку «Миротворець 45-го калібру» опубліковано в журналі «Світ фантастики».